# Белагаш (Бухар-Жирауський район)
Белага́ш (каз. Белағаш) — село у складі Бухар-Жирауського району Карагандинської області Казахстану. Адміністративний центр Белагаського сільського округу.
Населення — 545 осіб (2021; 645 у 2009, 1067 у 1999, 1543 у 1989).
Національний склад станом на 1989 рік:
- казахи — 41 %;
- росіяни — 33 %.

До 1993 року село називалось Хорошевське.